# Adolf Koch
Adolf Karl Hubert Koch, född 9 april 1896 i Berlin, död 2 juli 1970, var en tysk pedagog, gymnastiklärare, hygieniker och författare. Starkt påverkad av sin tids reformrörelse propagerade han från 1920-talet för folkhälsa genom gymnastik, idrott, friluftsliv, solljus och bad.

## Biografi
Adolf Koch växte upp i Berlin-Kreuzberg där hans far var snickare och brandman. Efter folkskolan påbörjade han 1911 en lärarutbildning. Denna avbröt han under första världskriget för frivilligt arbete som sjukvårdare, och fick flera utmärkelser.
Han avslutade lärarutbildningen 1920. Därefter studerade han pedagogik och medicin på Königlichen Friedrich-Wilhelms-Universität med tyngdpunkt på hygien. 
Han var aktiv i en socialdemokratisk rörelse som ville reformera utbildningssystemet och förnya synen på förhållandet mellan kropp och själ. Han tog starka intryck av tidens hygieniska teorier som betraktade friluftsliv, gymnastik och solljus som viktiga för hälsan. Han menade att mångsidig idrott försummades på bekostnad av monotona gymnastikrörelser och han betonade daglig kropps- och tandhygien, som då ännu inte var en självklarhet. 
När han år 1920 blev lärare i en folkskola i Berlin-Kreuzberg ville han tillämpa sina nya tankar. Parallellt med undervisningen påbörjade han 1921 en utbildning på Anna Müller-Herrmanns ”Schule für Körpererziehung und Bewegungsbildung” i Berlin för att bli gymnastiklärare. Han kom då i kontakt med tidens olika rörelsekonst-, dans- och gymnastikmetoder skapade av Bess Mensendieck, Rudolf Bode, Emil Jaques-Dalcroze, Mary Wigman, Dora Menzler och den antroposofiska Loheland-gymnastiken. 
Han fastnade för Dora Menzlers övningar, som på visst sätt förenar de olika systemen. Både hon och Anna-Herrmann Müller hade förordat att gymnastik och annan fysisk träning skulle utövas i nakenhet. Tanken låg helt i tiden och symboliserade ”en begynnelse av ett nytt samhälle”. Koch själv ansåg att övningar inte ska ske könsseparerat. Gemensamhet var positiv och skulle skapa jämställdhet och ett fritt, sunt och avsexualiserat förhållningssätt till kroppen. Både vuxna och barn skulle skolas i ett naturligt och avspänt förhållningssätt till sin egen och andras kroppar.
Under ledning av Anna Müller-Herrmann utvecklade Koch övningar för sin skolgymnastik. Målet var att skapa en modern kropps- och hållningsskola, med dansinspirerad gymnastik. Men när han år 1923 var färdig gymnastiklärare mötte hans nya radikala tankar motstånd i två skolor i Berlin, trots att han hade stöd från den preussiska regeringen. Med hjälp av bland andra Magnus Hirschfeld skapade han därför år 1926 sitt eget institut för fri kroppskultur. Inledningsvis hade barnen baddräkt, men i samarbete med föräldrar som var naturister skapades efter hand grupper som utövade gymnastiken enligt den ursprungliga tanken. 
År 1929 hade skolan 3000 elever och verksamheten växte. Han kom att skapa 13 skolor i Tyskland. En amerikansk film från 1933, där hans första hustru Ilka Dieball är hans speaker, illustrerar omfattningen av verksamheten.
Koch var socialdemokrat och hans rörelse var inriktad på jämlikhet, jämställdhet och framför allt industriarbetarnas hälsa och välbefinnande. Storstädernas luft var förorenad. Arbetsmiljön i industrierna var tung och smutsig. Koch uppfattade utevistelse under solen i ren landsbygdsluft som den bästa kuren.
I början på 1930-talet kom han att motarbetas av den allt starkare nazismen. På hans skolor fanns judiska lärare. Flera av hans och Magnus Hirschfelds skrifter stod på listan över böcker som skulle brännas. Vid det nazistiska maktövertagandet 1933 bildades under ledning av Hans Surén ’’Kampfring für völkische Freikörperkultur’’. Man förbjöd och stängde de skolor och institut som Adolf Koch hade skapat.
Först år 1945 påbörjade Koch och hans andra hustru, Irmgard, uppbyggandet av ett nytt Institut für Körperkultur i Berlin. Det ombildades år 1951 till den ännu verksamma föreningen "Familien-Sport-Verein Adolf Koch e. V."
På 1960-talet kom Koch i konflikt med FKK-rörelsen i Tyskland och blev utesluten ur Deutscher Verband für Freikörperkultur (DFK). Sedan Adolf Koch år 1970 avlidit fortsatte hans hustru deras arbete fram till år 2003 då hon drog sig tillbaka. Därefter har hon bott hos sin dotter. 